# Pjotr Vladimirovitj Dolgorukov
Pjotr Vladimirovitj Dolgorukov (ryska: Пётр Владимирович Долгоруков), född 1816, död 1868, var en rysk författare.
Dolgorukov ådrog sig onåd och förvisning genom sina under pseudonymen Comte d'Almagro utgivna Notices sur les principales familles de la Russie (1841, svensk översättning 1843). Han fick dock snart återvända till Sankt Petersburg, men bosatte sig senare i Paris. Hans där utgivna nidskrift La vérité sur la Russie (1860, svensk översättning 1861) ledde till, att han i Ryssland dömdes till "evig landsflykt" och förlust av sin därvarande egendom. Utvisad ur Frankrike 1861 på grund av en utpressningsaffär, tillbringade han sina sista år i Storbritannien, Belgien och Schweiz.